# Pestalotiopsis guepinii
Pestalotiopsis guepinii är en svampart som först beskrevs av Jean Baptiste Desmazières, och fick sitt nu gällande namn av Steyaert 1949. Pestalotiopsis guepinii ingår i släktet Pestalotiopsis och familjen Amphisphaeriaceae.   Inga underarter finns listade i Catalogue of Life.